# Cepheus dentatus
Cepheus dentatus är en kvalsterart som först beskrevs av Michael 1888.  Cepheus dentatus ingår i släktet Cepheus och familjen Cepheidae. Inga underarter finns listade i Catalogue of Life.